# Ludwig Seeger (Mediziner)
Gabriel Ludwig Seeger, genannt Seeger an der Lutz (* 30. Jänner 1831 in Thüringen, Vorarlberg; † 8. Jänner 1893 in Wien) war ein österreichischer Arzt und Mundartdichter.

## Leben

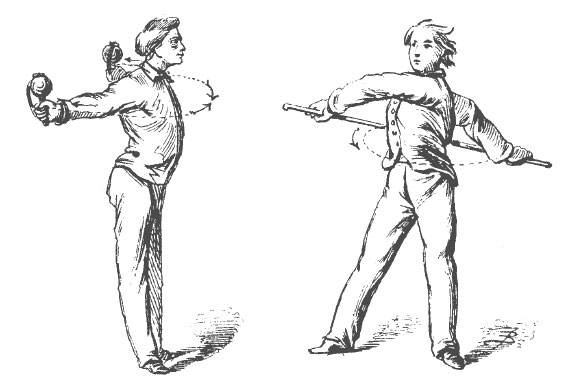
Darstellungen von Seeger’schen Freiübungen aus seinem Buch von 1878

Ludwig Seeger war ein Schriftsteller und ein Lebensreformer Österreichs. Im Sinne gesundheitlicher Prophylaxe entwickelte er ab den 1850er Jahren ein Fitness- und Ernährungssystem. So zählte Kaiserin Elisabeth, genannt Sisi, neben einigen anderen fortschrittlichen Damen des Wiener Hochadels zu seinen Schülerinnen. Als Lebensreformer zählte Seeger auch die damals noch junge Elektromedizin zu seinen Forschungsgebieten. 
Er baute ab den 1860er Jahren im Wiener Krankenhaus auf der Wieden eine entsprechende Abteilung auf, die später von seinem Sohn übernommen wurde. 
Den Sommer verbrachte Ludwig Seeger über viele Jahrzehnte hinweg in seinem Haus in Ludesch. Dabei schloss er sich dem so genannten Walgauischen Weimar an, einer Art freien Sommerakademie von Künstlern, Gelehrten und Lebensreformern.

## Textbeispiel
A Wässerle, so kli und klar,
ma ment, as künn nit si –
und doch, es grift vertüflet a,
’s ischt Kriesewasser gsi!
aus „Der Wasser-Schada“ (siehe auch Vorarlbergerisch)

## Werke
- Diätische und ärztliche Zimmer-Gymnastik für beide Geschlechter und jedes Alter, Wien, 1878